# Цифровое анаморфирование

Соотношение сторон пикселя разных стандартов с анаморфированием и без. Пунктиром обозначен размер пикселя 576i и 480i анаморфированного видео

Цифрово́е анаморфи́рование — технология передачи и записи широкоэкранного изображения цифрового телевидения при помощи стандартов разложения, изначально рассчитанных на классическое соотношение сторон экрана 4:3. При этом информационная ёмкость такого кадра используется наиболее эффективно за счёт трансформации соотношения сторон пикселя. Кроме цифрового телевещания стандартной чёткости, технология применяется при мастеринге DVD-дисков и является цифровым аналогом оптического анаморфирования.
Подобный принцип применяется в цифровом кинематографе при использовании анаморфотной оптики с цифровой кинокамерой.

## Телевидение
Современное цифровое телевещание стандартной чёткости (SDTV) в большинстве стран использует технологию анаморфирования из-за повсеместного распространения широкоэкранных телевизоров и соглашений о постепенном переходе к вещанию высокой чёткости. Изображение формата 16:9 передается анаморфированным: в общепринятых стандартах разложения 576i и 480i, но с «прямоугольным пикселем». В этих стандартах, предусматривающих соотношение сторон экрана 4:3, количество элементов строки считается равным 720. Это результат международного соглашения, закреплённого в документе, получившем название 601-й рекомендации МККР. 
С учётом запаса гашения в стандарте 576i изображение занимает 702 пикселя, тогда как в американском 480i на полезное изображение отводится 704. При этом, из-за разного количества строк в разных стандартах, одинаковое число отсчётов в строке привело к небольшому отличию пикселя стандартного кадра 4:3 от квадратной формы. В случае использования анаморфирования строка изображения содержит столько же пикселей, но более вытянутых по горизонтали. Совершенно квадратный пиксель используется только в международных стандартах телевидения высокой чёткости 1920×1080 и 1280×720, однако в цифровых форматах видеозаписи HDV и HDCAM пиксель также имеет прямоугольную форму при пониженной горизонтальной чёткости 1440×1080. Соотношение сторон пикселей разных стандартов с использованием анаморфирования и без него отражено в таблице:
| Стандарт разложения | Соотношение сторон экрана | Размеры изображения в пикселях | Соотношение сторон пикселя | Соотношение сторон пикселя | Ширина в квадратных пикселях | Ширина в квадратных пикселях |
| Стандарт разложения | Соотношение сторон экрана | Размеры изображения в пикселях | МККР 601                   | Цифровое                   | МККР 601                     | Цифровое                     |
| ------------------- | ------------------------- | ------------------------------ | -------------------------- | -------------------------- | ---------------------------- | ---------------------------- |
| 576i                | 4:3                       | 702×576                        | 59:54                      | 12:11                      | 769                          | 768                          |
| 576i                | анаморф. 16:9             | 702×576                        | 118:81                     | 16:11                      | 1026                         | 1024                         |
| 480i                | 4:3                       | 704×480                        | 10:11                      | 10:11                      | 640                          | 640                          |
| 480i                | анаморф. 16:9             | 704×480                        | 40:33                      | 40:33                      | 853                          | 853                          |
| 1080i               | анаморф. 16:9             | 1440×1080                      | 4:3                        | 4:3                        | 1920                         | 1920                         |

Информация о соотношении сторон пикселя и экрана передаётся вместе с сигналом изображения в виде служебного бита «AR» (англ. Aspect Ratio). Для экрана 16:9 он принимает значение «1», а для обычного экрана 4:3 передаётся «0». Дополнительная информация о заполнении экрана приёмника передаётся в составе 14-битного кода WSS (англ. Wide Screen Signaling), размещённого в 23-й строке кадрового гасящего импульса при стандартной чёткости, или более современной 4-битной метки AFD (англ. Active Format Description). В случае, если изображение не заполняет передаваемый кадр полностью, информация о дополнительных чёрных полях передаётся специальным 5-байтным кодом «Bar Data». Телевизор автоматически отображает каждый переданный элемент на экране с исходным соотношением сторон на основании полученной информации. Благодаря этому изображение на широкоэкранных телевизорах 16:9 демонстрируется в нормальных пропорциях, заполняя весь экран. Телевизоры со стандартным экраном могут по выбору показывать передачу с пансканированием и потерей краев изображения или с экранным каше без обрезки. В последнем случае используется только часть строк, отображаемых кинескопом.

## DVD

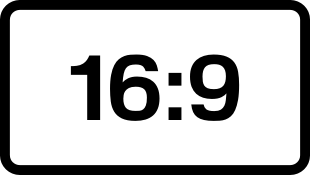
Одно из обозначений анаморфированного DVD

Диски DVD-Video могут использовать такую же технологию цифрового анаморфирования, кодируя изображение с «прямоугольным пикселем», растянутым по горизонтали. За счёт этого горизонтальный масштаб записанного изображения отличается от вертикального. При декодировании видеозаписи изображение отображается в оригинальной пропорции 16:9 в соответствии со значением служебного бита «AR». При такой технологии горизонтальная чёткость получаемого изображения, ниже вертикальной, пропорционально «растягиванию» пикселя.
Широкоэкранный телевизор отображает такое видео в нормальных пропорциях во весь экран. На аналоговом видеовыходе плеера формируется изображение, достроенное чёрными каше до кадра 4:3, давая на экране обычного телевизора правильные пропорции кадра. Такая технология даёт возможность более эффективно использовать высоту кадра 4:3 телевидения стандартной чёткости при записи широкоэкранного видео. Без анаморфирования кадр 16:9, передаваемый без обрезки, занимает лишь часть активных строк изображения: 432 из 576 в стандарте разложения 576i и ещё меньше в стандарте 480i.
Особенно эффективно сжатие пикселя при записи фильмов широкоэкранных форматов с леттербоксингом. В отличие от пансканирования, это даёт не обрезанное изображение таких фильмов, но использует лишь небольшую часть вертикального пространства телекадра. В телевидении стандартной четкости с ограниченной разрешающей способностью это приводит к потере качества и детализации. Особенно это заметно при использовании американского стандарта разложения 480i, в котором широкоэкранный фильм с соотношением сторон 2,35:1 занимает не более 270 строк. При цифровом анаморфировании высота телевизионного поля используется полностью, повышая качество видеокопии. Причём фильмы с соотношением сторон, большим, чем 16:9, все равно отображаются на широкоэкранном телевизоре с чёрными полями. Однако в видеозаписи эти поля занимают значительно меньшую высоту кадра, увеличивая вертикальное разрешение конечного изображения при неизменном горизонтальном.
Стандартного обозначения анаморфированной видеозаписи не существует, потому что различные релизеры обозначают такие диски по-своему. В России большинство таких DVD имеют обозначение «16:9» (на рисунке). Диски без анаморфирования обозначаются «4:3» и в случае, если содержат широкоэкранный фильм, на экране телевизора с экраном 16:9 он будет отображаться в режиме «почтовой марки».

## Blu-ray и HD DVD
Эти типы видеодисков используют стандарты разложения телевидения высокой четкости, изначально рассчитанные на соотношение сторон экрана 16:9 при квадратном пикселе. Поэтому цифровое анаморфирование изображения на таких дисках не требуется. Однако в случае использования обычных стандартов разложения, также поддерживаемых Blu-ray-дисками, может быть использовано цифровое анаморфирование, аналогичное DVD.

## Цифровой кинематограф
В современном кинопроизводстве анаморфирование пикселя используется при изготовлении цифровых копий широкоэкранных фильмов формата Scope, снятых анаморфотными киносъёмочными объективами. Использование такой оптики, создающей специфический оптический рисунок, привносит характер изображения, который у зрителей ассоциируется с «голливудским» видением. Поэтому некоторые операторы-постановщики используют такую оптику в качестве изобразительного приёма. Кроме того, это позволяет полноценно использовать вертикальное пространство матрицы цифровой кинокамеры с соотношением сторон кадра 1,33:1. При этом анаморфированное (сжатое по горизонтали) изображение, даваемое съёмочным объективом, заполняет всю площадь матрицы, максимально используя её разрешающую способность. При дальнейшей обработке полученного цифрового изображения производится его цифровая трансформация в формат 2,39:1 за счёт растягивания пикселей: эта возможность предусматривается в программном обеспечении для монтажа цифрового кино и видеоредакторах. В целом такой процесс является цифровым аналогом киноплёночных форматов «Синемаскоп» или «Панавижн» с той разницей, что вместо оптической трансформации анаморфотным объективом кинопроектора изображение принимает нормальные пропорции уже в процессе цифрового монтажа в расчёте на сферическую оптику цифровых кинопроекторов. В случае вывода такого фильма на киноплёнку исходные пропорции изображения сохраняются, поскольку совпадают с форматом анаморфированных фильмокопий.
Широкоэкранный цифровой кинофильм также может быть снят традиционным сферическим объективом меньшего фокусного расстояния с последующей обрезкой изображения по вертикали. Такая же технология используется в плёночном формате «Супер-35», предназначенном для широкоэкранных фильмов. Недостатком съёмки с анаморфированием является большая стоимость аренды съёмочной оптики и её громоздкость. Светосила анаморфотных объективов ниже сферических, что требует более интенсивного освещения снимаемой сцены. В некоторых случаях качество изображения, даваемого сферической оптикой, недостижимо для анаморфотной. Поэтому большая часть фильмов формата Scope в настоящее время снимается аксиально-симметричными объективами без анаморфирования.